# (152) Атала
(152) Атала (фр. Atala) — довольно большой и очень тёмный астероид главного пояса, который принадлежит к редкому спектральному классу D, из-за чего его поверхность богата различными органическими соединениями, в основном углеродом и силикатами, возможно, с примесью водяного льда. 
Он был открыт 2 ноября 1875 года братьями Полем и Проспером Анри и назван в честь героини одноимённой повести Франсуа Рене де Шатобриана, написанной им в 1801 году.

Орбита астероида Атала и его положение в Солнечной системе
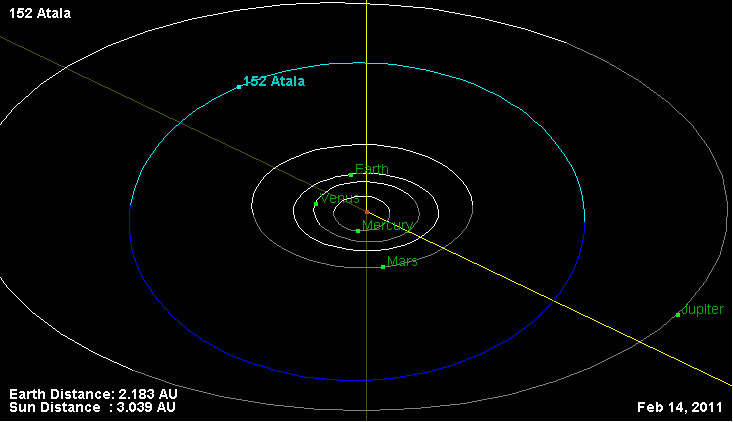
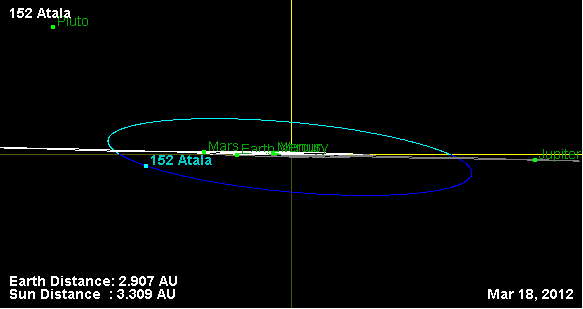

Первый раз покрытие звезды астероидом Атала наблюдалось 11 марта 1994 года в Японии, а позднее в 2006 году.